# MS Alfhem
El  MS Alfhem fue un carguero de bandera sueca que se hizo famoso por transportar una gran cantidad de armas y munición checoslovacas, aparentemente al gobierno de Jacobo Arbenz Guzmán de Guatemala en mayo de 1954.

## Descripción
Las armas fueron cargadas al Alfhem en el puerto báltico de Szczecin (antes Stettin), Polonia. El barco siguió un curso en zigzag hasta Dakar en África Occidental Francesa (actualmente Senegal), pasó por Curaçao, para llegar a Puerto Cortés, Honduras; hasta que finalmente por un mensaje de radio se le informó al capitán que su destino era Puerto Barrios en Guatemala, donde ancló el 15 de mayo de 1954.

### El barco
El Alfhem, con un tonelaje bruto de 4.847 T, tenía su puerto de salida en Uddevalla, Suecia, y era de propiedad y operado por Ångbåts Ab Bohusländska kusten. En un intento de seguir las armas que vendía a Guatemala, el gobierno checoslovaco había pagado por un chárter básico vía una firma británica, E.E. Dean, de f Londres. Además, de acuerdo a un documento del departamento de Estado, Dean servía “como un palo blanco en la transacción , apareciendo como entregando el chárter para justificar la entrega de fondos a Suecia.” de acuerdo a ambas , las embajadas del Reino Unido y de Estados Unidos en Londres , Dean no tomo jamás el control del chárter sino actuó como agente de Czekofracht, la corporación estatal de transporte”. Otra falsedad fue la falsificación del Conocimiento de embarque la cual declaraba que la carga era meramente industrial y obviaba los más de 2,000 toneladas de armas y municiones que eran su principal componente.

### Las armas
Las dos mil toneladas de armas y municiones cargadas en las bodegas del Alfhem, superaban todo lo que había recibido Centroamérica en los pasados 30 años. De acuerdo al relato del magazine Time (Del Skull & Bones Henry Luce ) de 1954 el valor del cargamento valían 10 millones de dólares de la afamada marca checoslovaca Škoda y otras y eran primariamente fusiles, ametralladoras, morteros y artillería ligera, descritos en el manifiesto del barco como rodamientos de acero , vidrios ópticos y suministros de laboratorio, las armas estaban guardadas en 15.000 cajas. Bajo la supervisión del Ministro de Defensa, las armas fueron descargadas del Alfhem, y cargadas en vagones ferroviarios en un convoy de la empresa controlada por Estados Unidos International Railways de América Central (IRCA) para ser llevadas hasta la capital a 300 km del puerto. Ayudado de guardias armados, las armas estaban camino a su destino, pero fuerzas antigubernamentales trataron de descarrilar el tren con dinamita, lo que condujo a un tiroteo y a muertos en ambos bandos. En respuesta al asunto Afhem, Estados Unidos comenzó a enviar armas por vía aérea a Nicaragua y Honduras para restaurar el balance de poder”.

### El plan
El plan era destruir con dinamita la vía férrea justo antes de que el tren pasara. Sin embargo la dinamita no explotó porque una lluvia ocasional había mojado los detonadores.
|
Después de la llegada a puerto del Alfhem el jefe de la CIA operaciones encubiertas , Frank Wisner, estaba muy molesto porque la Armada de los Estados Unidos no había podido interceptar el carguero—esto es, “hasta que el hubiera realizado el cargamento de las armas lo que era justo la excusa que necesitaba Estados Unidos para intervenir.”

### La "respuesta" estadounidense
El asunto Alfhem envió “ondas de choque hacia Washington.” El Estado Mayor Conjunto de los Estados Unidos llamó a una sesión de emergencia si eran conveniente o no el despliegue de tropas estadounidenses a Honduras para "asistir" a ese país en caso de ser atacado por Guatemala. El 21 de mayo de 1954 minutas de la sesión del Pentágono ilustraban de como el jefe del Estado Mayor Conjunto , Gen. Matthew Ridgeway se opuso a este plan y recomendó que el la Guardia Nacional de Nicaragua del Gen. Anastasio Somoza García debía ser enviada a Guatemala. Un oficial del Departamento de Estado objetó, haciendo notar que Somoza según los diplomáticos de los Estados Unidos , tenía fuerzas armadas simplemente "incompetentes"."
Después de la llegada del Alfhem, Estados Unidos llevó a cabo la Operación Caribbean Sea Frontier estableciendo patrullas aéreas y marítimas en el Golfo de Honduras, supuestamente “para proteger a Honduras de una invasión y controlar los cargamentos a Guatemala.” Para el 3 de junio, Estados Unidos había enviado armas por vía aérea a Honduras. Para el 18 de junio, había establecido un bloqueo total de armas contra Guatemala.